# Kylix
Kylix a fost un compilator și mediu integrat de dezvoltare, vândut în trecut de Borland, dar a cărui producție a fost întreruptă. Este varianta pentru Linux a mediilor Delphi și C++ Builder, care rulează sub Microsoft Windows.
Borland oferea alături de variantele comerciale și o variantă numită Kylix Open Edition, disponibilă gratuit, ce permitea dezvoltarea aplicațiilor doar sub licență GNU.
În aceeași tematică a denumirilor grecești, Kylix este numit după o cupă grecească antică.

## Detalii tehnice
Biblioteca grafică utilizată se numește CLX, bazată pe Qt Framework (produs de Trolltech). 
Mediul Kylix este în realitate o implementare Delphi, rulând peste Wine, ceea ce înseamnă că nu este o aplicație nativă Linux. Borland alesese această cale pentru că mediul Kylix este derivat din Delphi 5 și apelurile sistem specifice Windows ar fi trebuit rescrise. Aplicațiile create sunt, totuși, programe native Linux, ce nu necesită Wine.
Inițial, se putea programa doar în Object Pascal. Apoi, de la versiunea 3 (din anul 2002), se puteau scrie și programe C++.

## Software asemănător
Cel mai apropiat pachet software este Lazarus, sub licență GNU, intenționat să fie compatibil din punct de vedere al codului sursă cu Delphi.